# Уруб
Парутолли Чалаппурату Куттикришнан, известный под псевдонимом Уруб (малаял. ഉറൂബ്, 8 июня 1915, Поннани, Британская Индия — 10 июля 1979, Коттаям, Керала) — индийский писатель малаяламской литературы. Наряду с Баширом, Такажи, Кесавадевом и Поттеккаттом Уруб считался одним из прогрессивных писателей на малаялам в XX веке. Он был известен своими романами, такими как «Сундарикалум Сундаранмарум» и «Уммачу», рассказами, такими как «Рахиямма», и сценариями ряда малаяламоязычных фильмов, в том числе «Нилакуйил», первого художественного фильма на малаялам, получившего Национальную кинопремию. Он был удостоен нескольких наград, включая премию литературной академии Индии и первую премию литературной академии Кералы за роман.

## Биография
П. Ч. Куттикришнан родился 8 июня 1915 года в семье Карунакары Менона и Парукутти Аммы в Паллапраме, небольшой деревне недалеко от Поннани, в округе Малаппурам южно-индийского штата Керала. Учился в средней школе AV в Поннани, а после зачисления он шесть лет путешествовал, работая в разных местах Индии. В этот период он работал на чайной плантации на холмах Нилгири, на текстильной фабрике и в издательстве KR Brothers Printers в Кожикоде, ежемесячнике Мангалодхаям, а в 1954 году присоединился к станции Кожикоде Всеиндийского радио (AIR). Уйдя со службы в качестве продюсера AIR в 1975 году, он некоторое время работал редактором еженедельника Kunkumam, а затем присоединился к Malayala Manorama в 1976 году, где работал главным редактором еженедельника Malayala Manorama и Bhashaposhini. Он также был президентом Kerala Sahitya Akademi.
В 1948 году Куттикришнан женился на Деваки Амме, невестке Эдассери Говиндана Наира. Он умер 10 июля 1979 года в возрасте 64 лет, когда лечился в Государственном медицинском колледже Коттаям.

## Литературная и кинокарьера
Куттикришнан в 1930-х годах присоединился к литературной группе в Поннани, в которую входили Эдассери Говиндан Наир, Куттикришна Марар, Аккитам, Кадаванад Куттикришнан и Мутедат Нараянан Вайдьяр, и именно в это время он написал свой первый рассказ Velakkariyude Checkkan. Он взял псевдоним Уруб, что означает «вечная молодость» на персидском языке и «сумерки» на арабском для статьи, которую он написал о К. Рагхаване, известном композиторе малаяламского кино, чтобы скрыть свою личность, поскольку музыкальный руководитель был его коллега по AIR, и после этого он продолжил использовать псевдоним. Его первая антология рассказов «Нирчалукал» была опубликована в 1945 году, а три года спустя был опубликован его первый роман «Амина». Уруб — автор 8 романов, 27 сборников рассказов, трёх пьес, 3 сборников стихов и трёх сборников эссе. Романы «Уммачу», опубликованный в 1954 году, «Миндаппенну», опубликованный в 1956 году, и «Сундарикалум Сундаранмарум» («Прекрасный и красивый»), опубликованный в 1958 году, и рассказы «Гопалан Наяруде Тади», «Рахиямма» и «Тураннитта Джалакам» являются одними из его самых известных произведений. М. Кришнан Наир, известный малаяламский литературный критик, считал «Рахиямму» одним из лучших рассказов мировой литературы. «Уммачу» был переведён на английский язык под названием The Beloved. В нескольких его работах есть сильные женские персонажи, и он был известен как сторонник гендерного равенства. Три из его антологий, Ankaveeran, Mallanum Maranavum и Appuvinte Lokam, относятся к детской литературе, и многие считают его одним из величайших представителей этого жанра в литературе на малаялам.
В 1954 году, когда Раму Кариат решил снять художественный фильм по рассказу Уруба «Нилакуйил» под тем же названием, он написал сценарий в соавторстве с П. Бхаскараном. Этот фильм стал вехой в малаяламском кино и стал первым художественным фильмом, получившим национальное признание, так как выиграл Национальную кинопремию за лучший полнометражный фильм на малаялам. Его сотрудничество с П. Бхаскараном продолжилось созданием ещё четырёх фильмов: Раричан Энна Пауран (1956), Наиру Пидича Пуливалу (1958), Курукшетрам (1970) и Уммачу (1971). В промежутках он написал сценарий к фильму «Миндапенну» К. С. Сетумадхавана в 1970 году. Он также написал сценарии к фильмам: «Трисандхья» в 1972 году и «Анияра» в 1978 году, последнему фильму Бхаратана.

## Награды и почести
Уруб получил три награды от правительства штата Тамилнад (тогдашнего правительства Мадраса) за Катхир Катту в 1948 году, Тураннитту Джалакам в 1949 году и Кумбедуккунна Манну в 1951 году. Керала Сахитья Академи учредила ежегодную премию за роман в 1958 году, Уммачу был выбран для первой премии. Он получил премию Sahitya Akademi в 1960 году за свою работу Sundarikalum Sundaranmarum, в том же году, когда он получил премию М. П. Пола за Gopalan Nayarude Thady. В 1971 году он получил Государственную кинопремию штата Керала за лучший рассказ за экранизацию «Уммачу». Два года спустя Sundarikalum Sundaranmarum принёс ему ещё одну награду — Ashan Centenary Award. Правительство Кералы создало музей Мемориальный литературный музей Уруба в его честь на территории школы Килианад в Кожикоде.